# Arteria epigastrica inferior

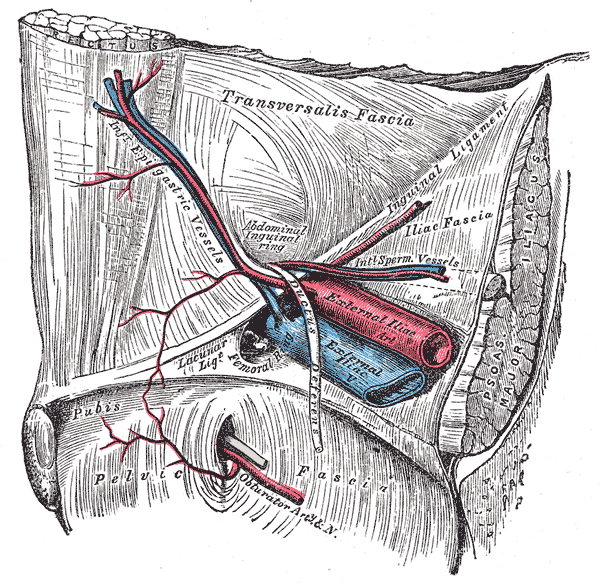
Zeichnung der rechten Arteria epigastrica inferior (rotes Gefäß links oben), gesehen von der Innenseite

Die Arteria epigastrica inferior – bei Tieren als Arteria epigastrica caudalis bezeichnet – ist eine Schlagader im Bereich der Rumpfwand des Unterbauches. Sie begrenzt seitlich und kopfwärts das Hesselbach-Dreieck.
Die Arteria epigastrica inferior entspringt der Arteria iliaca externa und bildet, neben wichtigen Ästen für den Bauch-Beckenbereich, eine wichtige Anastomose mit der Arteria epigastrica superior aus der Arteria thoracica interna. Die A. epigastrica inferior entsendet – neben der Arteria cremasterica beim Mann bzw. der A. ligamenti teretis uteri bei der Frau – einen Ramus pubicus, der dann in seinem weiteren Verlauf einen Ramus obturatorius abgibt (→ Corona mortis).